# Eschwege (Adelsgeschlecht)

Wappen derer von Eschwege

Eschwege ist der Name eines hessischen Uradelgeschlechts. Die Familie ist bei der noch heute bestehenden Althessischen Ritterschaft immatrikuliert und hatte ihren Stammsitz auf der Wasserburg Aue bei der nordhessischen Stadt Eschwege, heute die Kreisstadt des Werra-Meißner-Kreises im Nordosten von Hessen. Der Ort erscheint als eskiniwach im Jahre 974 erstmals urkundlich. Der Name bedeutet „Siedlung bei den Eschen am langsam fließenden Wasser“.

## Geschichte

### Herkunft

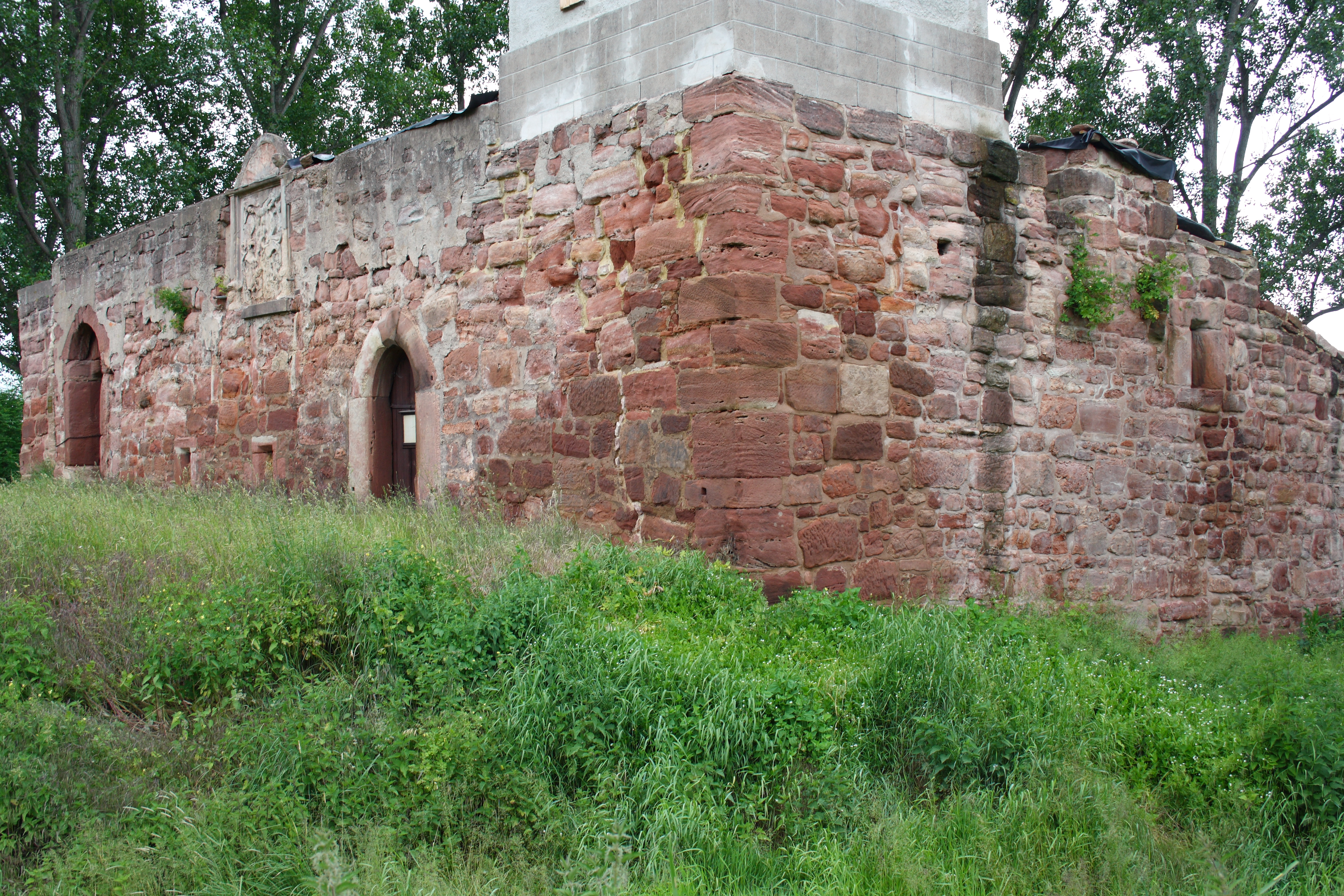
Ruine der Wasserburg Aue

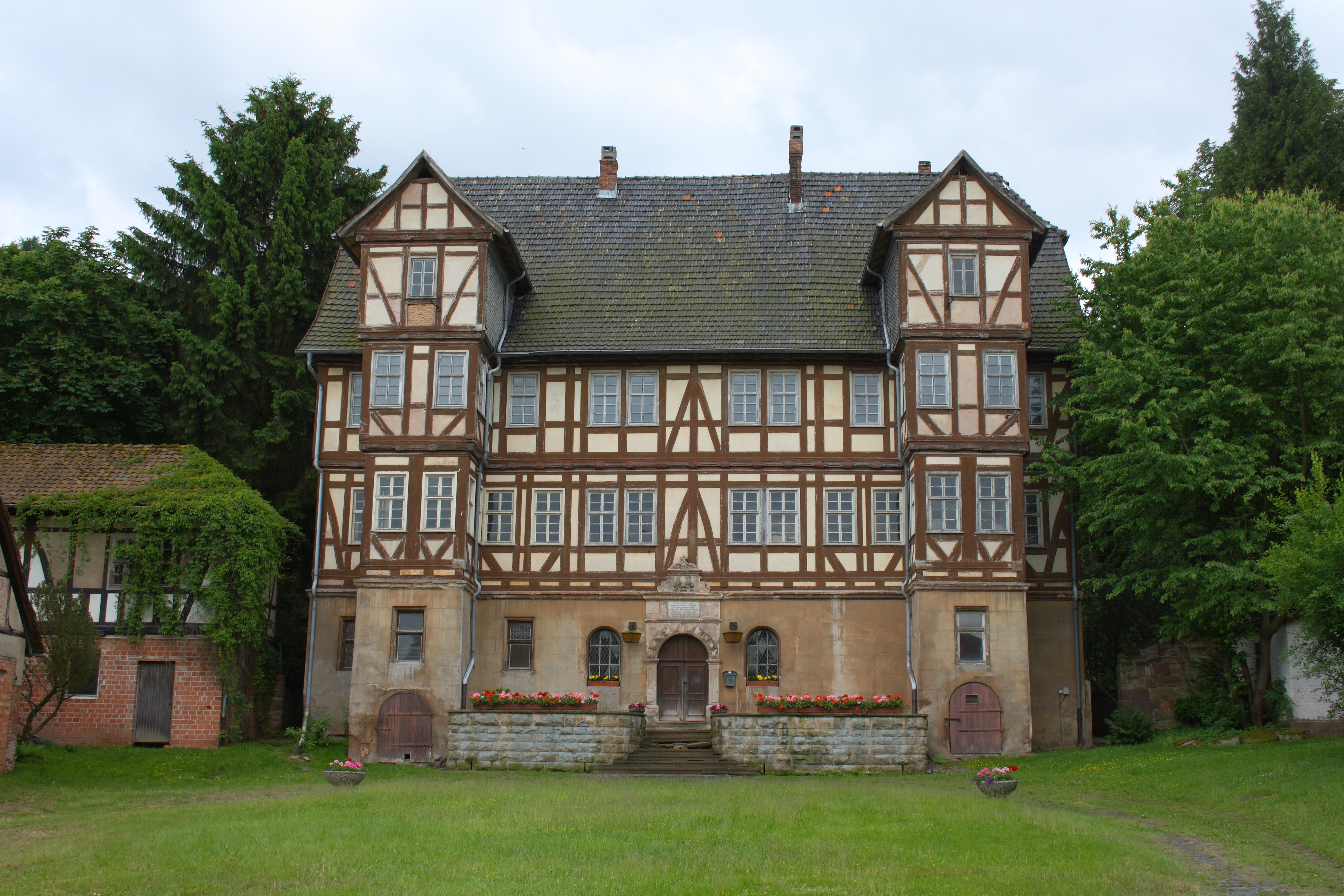
Herrenhaus Aue

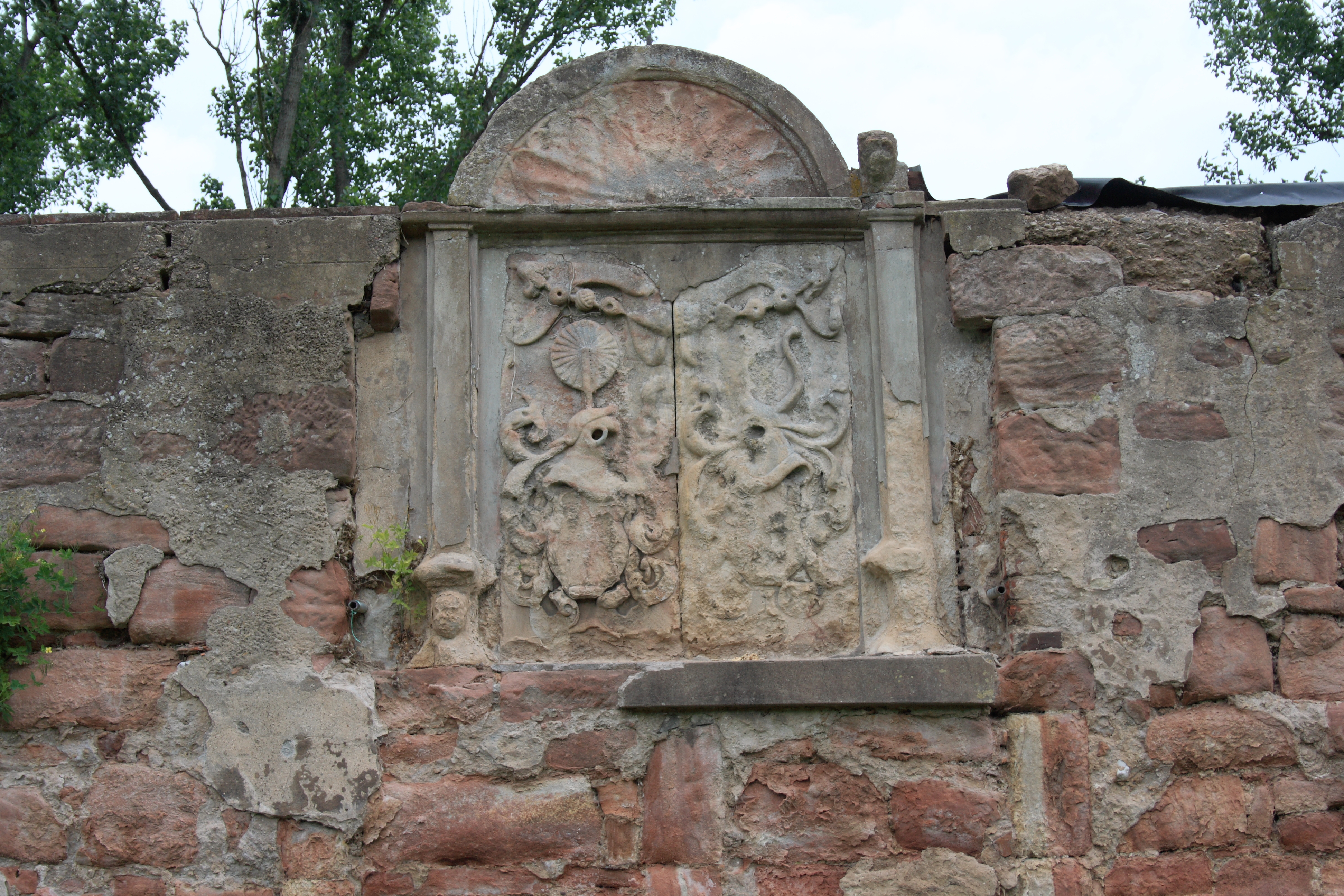
Wappen an der Wasserburg Aue

Das Geschlecht wird im Jahre 1141 mit Heinrich von Eschwege erstmals urkundlich erwähnt. Heinrich war Kanzler des Grafen Siegfried von Boyneburg-Northeim. Die ununterbrochen dokumentierte Stammreihe der Familie beginnt mit dem Ritter Johann de Eschwege, der von 1314 bis 1370 in Urkunden genannt wird. Die Schreibweise des Geschlechtsnamens variiert und wurde auch Aschinwege, Eschinwege und Eschwe geschrieben.

### Ausbreitung
Angehörige der Familie waren schon früh im Werragebiet zu Aue und Reichenbach begütert. Später konnten auch Besitzungen in Thüringen erworben werden, unter anderem zu Kammerforst. In der Grafschaft Henneberg war Roßdorf zeitweise in Familienbesitz der Herren von Eschwege.
Hans und Orban von Aschinwege treten 1425 urkundlich auf. 1463 wurden Johann und Härtung von Eschwege von Landgraf Ludwig II. mit den Gütern belehnt, die ihr Schwager Apel Appe innegehabt hatte, darunter zwei Drittel des Dorfs und Gerichts Ottersbach. Curt von Eschwege trug 1584 während der Exequien des letzten Fürstgrafen Georg Ernst von Henneberg das Hennebergische Wappen. Vom Beginn des 16. Jahrhunderts bis zur Mitte des 18. Jahrhunderts waren die Herren von Eschwege Mitglieder der Reichsritterschaft im Ritterkanton Rhön-Werra des Fränkischen Ritterkreises. Mitte des 19. Jahrhunderts lag der Hauptgrundbesitz vor allem im Kurfürstentum Hessen sowie, als Lehnsbesitz, im Königreich Hannover. Dort war Rudolph Friedrich Carl von Eschwege 1848 Leutnant im königlich-hannoverischen Garde du Corps. Der königlich sächsische Major Curt von Eschwege erhielt am 5. März 1912 eine Eintragung in das königlich sächsische Adelsbuch unter der Nummer 392.

## Wappen
Das Wappen ist von Rot und Silber gespalten. Auf dem Helm mit rot-silbernen Helmdecken ein von Rot und Silber gespaltenes Spornrad an einem von Rot und Silber gespaltenen Spickel.

## Bekannte Familienmitglieder
- Carl von Eschwege (* 1789; † 1857), deutscher Kammerherr und Politiker
- Christian von Eschwege (* 1793; † Juli 1821), Leutnant und letzter Totenritter (schwarzer Ritter) für das Haus Hessen bei der Beisetzung des Kurfürsten Wilhelm I. von Hessen-Kassel
- Ernst von Eschwege (1818–1901), Jurist und Landtagsabgeordneter
- Rudolf von Eschwege (1821–1875), Offizier und Mitglied der Ersten Kammer des kurhessischen Landtags
- Elmar von Eschwege (* 1856; † 1935), Landschafts-, Tier- und Kriegsmaler
- Ernst von Eschwege (* 1859; † 1932), Oberforstmeister
- Ernst Alexander von Eschwege (* 1948; † 2000), deutscher Schauspieler und Regisseur
- Ferdinand von Eschwege (* 1790; † 1857), kurhessischer Generalleutnant, Mitglied der kurhessischen Ständeversammlung
- Heinz von Eschwege (* 1890; † 1951), deutscher Journalist, Schöpfer der „Lolita“
- Karl von Eschwege (* 1826; † 1890), 1868–1890 Landrat des Kreises Fritzlar
- Rudolf von Eschwege (* 1895; † 1917), deutscher Jagdflieger
- Wilhelm Ludwig von Eschwege (* 1777; † 1855), deutscher Bergmann, Geologe und Geograph, königlich-portugiesischer Feldmarschallleutnant